# استیو بریجز
استیو بریجز (انگلیسی: Steve Bridges؛ ۲۲ مهٔ ۱۹۶۳ – ۳ مارس ۲۰۱۲) یک هنرپیشه اهل ایالات متحده آمریکا بود.